# Ктир шершенеподібний
Ктир шершенеподі́бний (Asilus crabroniformis) — рідкісна двокрила комаха родини Asilidae, занесена до Червоної книги України.

## Морфологічні ознаки
Великі (довжина тіла 19-28 мм) довгасті мухи з чорним при основі та жовтоволосистим у вершинній частині черевцем та жовтими, затемненими до бурого по задньому краю крилами. Для представників роду характерними є довга лицьова борода та п'ята радіальна жилка, що закінчуються позаду від вершини крила. Ноги довгі, вкриті волосками.

## Поширення
Ареал виду охоплює більшу частину Західної та Центральної Європи, Росію, зокрема північний захід, південний схід європейської частини, та Північний Кавказ. В Україні трапляється в Лісостепу та зрідка у Степу (Донецька та Одеська області).

## Особливості біології

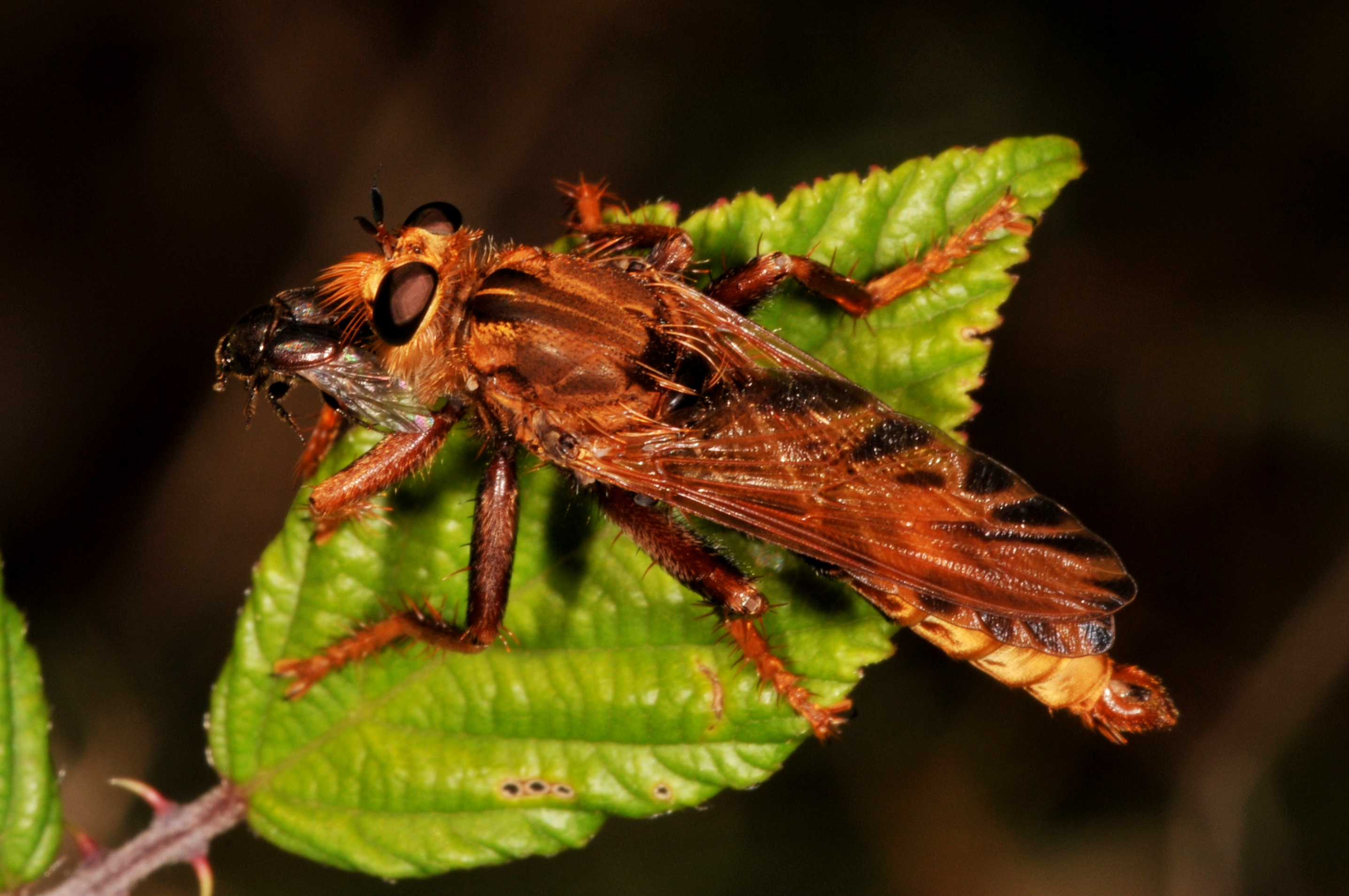
Дорослий ктир зі здобиччю

Типовими біотопами та ярусами перебування є ліси та луки в долинах річок.
Ктир шершенеподібний дає одну генерацію на рік. Імаго з'являються у другій половині літа. Личинки розвиваються в піщаному ґрунті.
Дорослі мухи полюють удень на личинок та дорослих саранових, рідше — на двокрилих та жуків, причому зважуються нападати на ос, бджіл та, навіть, шершнів. Личинки мешкають у пухкому ґрунті, гної копитних тварин чи кролів. Харчуються або органічними рештками, які знаходять в купах гною, або личинками інших комах, що мешкають у ґрунті.

## Загрози та охорона
Популяціям ктира шершнеподібного загрожують розорювання лук та узлісь, застосування пестицидів.